# Lijst van voetbalinterlands Comoren - Zambia
Deze lijst van voetbalinterlands is een overzicht van alle officiële voetbalwedstrijden tussen de nationale teams van de Comoren en Zambia. De Zuidelijk Afrikaanse landen hebben tot op heden zeven keer tegen elkaar gespeeld. De eerste ontmoeting was een kwalificatiewedstrijd voor de Afrika Cup 2012, op 5 september 2010 in Lusaka. Het laatste duel, een groepswedstrijd tijdens de COSAFA Cup 2025, vond plaats op 6 juni 2025 in Bloemfontein (Zuid-Afrika).

## Wedstrijden
| № | Plaats         | Datum            | Competitie                   | Wedstrijd        | Uitslag |
| - | -------------- | ---------------- | ---------------------------- | ---------------- | ------- |
| 1 | Lusaka         | 5 september 2010 | Afrika Cup 2012 kwalificatie | Zambia − Comoren | 4 − 0   |
| 2 | Mitsamiouli    | 4 september 2011 | Afrika Cup 2012 kwalificatie | Comoren − Zambia | 1 − 2   |
| 3 | Lusaka         | 7 juni 2022      | Afrika Cup 2023 kwalificatie | Zambia − Comoren | 2 − 1   |
| 4 | Durban         | 9 juli 2023      | COSAFA Cup 2023              | Zambia − Comoren | 2 − 1   |
| 5 | Moroni         | 9 september 2023 | Afrika Cup 2023 kwalificatie | Comoren − Zambia | 1 − 1   |
| 6 | Port Elizabeth | 2 juli 2024      | COSAFA Cup 2024              | Comoren − Zambia | 1 − 0   |
| 7 | Bloemfontein   | 6 juni 2025      | COSAFA Cup 2025              | Zambia − Comoren | 0 − 1   |

## Samenvatting
| Competitie              | Totaal gespeeld | Winst Comoren | Gelijk | Winst Zambia | Doelsaldo Comoren – Zambia |
| ----------------------- | --------------- | ------------- | ------ | ------------ | -------------------------- |
| Afrika Cup-kwalificatie | 4               | 0             | 1      | 3            | 3 − 9                      |
| COSAFA Cup              | 3               | 2             | 0      | 1            | 3 − 2                      |
| Totaal                  | 7               | 2             | 1      | 4            | 6 − 11                     |

Wedstrijden bepaald door strafschoppen worden, in lijn met de FIFA, als een gelijkspel gerekend.
FCF · Comorees vrouwenelftal

Interlands
Tegenstander:
Angola ·
Botswana ·
Burkina Faso ·
Burundi ·
Centraal-Afrikaanse Republiek ·
Djibouti ·
Egypte ·
Ethiopië ·
Gabon ·
Gambia ·
Ghana ·
Guinee ·
Ivoorkust ·
Jemen ·
Kaapverdië ·
Kameroen ·
Kenia ·
Lesotho ·
Libië ·
Madagaskar ·
Malawi ·
Malediven ·
Mali ·
Marokko ·
Mauritanië ·
Mauritius ·
Mozambique ·
Namibië ·
Oeganda ·
Palestina ·
Seychellen ·
Sierra Leone ·
Swaziland ·
Togo ·
Tsjaad ·
Tunesië ·
Zambia ·
Zimbabwe ·
Zuid-Afrika
FAZ · 
A-internationals · 
Selecties · 
Statistieken · 
Zambiaans vrouwenelftal · 
Olympisch elftal · 
Zambia U21 · 
Zambia U20 · 
Zambia U18 · 
Zambia U17
1964 – 1979 ·
1980 – 1989 ·
1990 – 1999 ·
2000 – 2009 ·
2010 – 2019 ·
2020 − 2029
1964 ·
1965 ·
1966 ·
1967 ·
1968 ·
1969 ·
1970 ·
1971 ·
1972 ·
1973 ·
1974 ·
1975 ·
1976 ·
1977 ·
1978 ·
1979 ·
1980 ·
1981 ·
1982 ·
1983 ·
1984 ·
1985 ·
1986 ·
1987 ·
1988 ·
1989 ·
1990 ·
1991 ·
1992 ·
1993 ·
1994 ·
1995 ·
1996 ·
1997 ·
1998 ·
1999 ·
2000 ·
2001 ·
2002 ·
2003 ·
2004 ·
2005 ·
2006 ·
2007 ·
2008 ·
2009 ·
2010 ·
2011 ·
2012 ·
2013 ·
2014 ·
2015 ·
2016 ·
2017 ·
2018 ·
2019 ·
2020 ·
2021 ·
2022
Algerije · 
Angola ·
België ·
Benin ·
Botswana ·
Brazilië ·
Burkina Faso ·
Burundi ·
Chili ·
China ·
Comoren ·
Congo-Brazzaville ·
Congo-Kinshasa ·
Djibouti ·
Ecuador ·
Egypte ·
Equatoriaal-Guinea ·
Ethiopië ·
Gabon ·
Gambia ·
Ghana ·
Guinee ·
Guinee-Bissau ·
Honduras ·
India ·
Irak ·
Iran ·
Israël ·
Ivoorkust ·
Jamaica ·
Japan ·
Jemen ·
Jordanië ·
Kaapverdië ·
Kameroen ·
Kenia ·
Koeweit ·
Lesotho ·
Liberia ·
Libië ·
Madagaskar ·
Malawi ·
Mali ·
Marokko ·
Mauritanië ·
Mauritius ·
Mozambique ·
Namibië ·
Niger ·
Nigeria ·
Noord-Korea ·
Oeganda ·
Oman ·
Rusland · 
Rwanda ·
Saoedi-Arabië ·
Senegal ·
Seychellen ·
Sierra Leone ·
Soedan ·
Somalië ·
Swaziland ·
Tanzania ·
Togo ·
Tsjaad ·
Tunesië ·
Zimbabwe ·
Zuid-Afrika ·
Zuid-Korea
Ivoorkust (2012)